# Voetklep
Een voetklep is, in de pomptechniek, een terugslagklep onderaan in de zuigleiding.
Het doel van de voetklep is te vermijden dat de zuigleiding leegloopt als de pomp niet in werking is.
Strikt genomen is ze bij zelfaanzuigende pompen  niet noodzakelijk. Maar het is in elk geval gemakkelijker de pomp te starten bij een volle zuigleiding. Meestal wordt de voetklep samen met een zuigkorf uitgevoerd, die het vuil tegenhoudt, zodat  de verontreinigingen de pomp niet bereiken en ook de voetklep zelf niet geblokkeerd geraakt. 